# Sh15uya
『Sh15uya』（シブヤフィフティーン）は、2005年1月10日から3月28日まで、月曜深夜3:12 - 3:42にテレビ朝日で放送された特撮テレビドラマ作品。また、雑誌「特撮エース」にて同作品の漫画版の連載がされていた（詳細は後述）。
2008年1月23日から4月9日までCS放送局・ファミリー劇場にて放送された。
2016年7月31日から8月28日までCS放送局・テレ朝チャンネルにて放送された。

## 概要
コンセプトは渋谷のようで渋谷ではない「バーチャル世界《シブヤ》」を舞台に繰り広げられるアクションドラマ（ストリート系SFXアクションドラマ）。5人の15歳の少年少女らの「戦い」を描いた青春作品で、彼らの心情や葛藤も描き出している。
もともと本作品は2004年10月よりフジテレビ、トムス・エンタテインメント制作の『エクスマージュ』として半年間放送される予定であったが、制作会社が制作を断念。田﨑竜太が旧知の東映・白倉伸一郎プロデューサーに状況報告したところ白倉が制作を決意し、制作会社が東映に変更、放送期間や放送局などが変更になるアクシデントに見舞われたものの放送に漕ぎ着けることが出来た。田崎・白倉をはじめとする平成仮面ライダーシリーズの制作陣が結集している点、また同シリーズの出演キャストがゲスト出演している点などが特徴。
最終話の12話のエンディングの内容を元に、全話を含めた第1話にかけてのエンディングの内容が繋がっているのも特徴。第1話のエンディングから連続して繋がっているのではなく、あくまで12話のエンディングから連続して第1話のエンディングまで繋がっているということである。また、エンディング中に後々の回で使われる登場人物のセリフが提示され、そのセリフが使われると、該当シーンは消えて別の登場人物のセリフが提示された。

## 登場人物・キャスト
ツヨシ / ショータ / レヴ（演：悠城早矢）
本作品の主人公。本名：マミヤツヨシ
思ったことはすぐ口にする、真っ直ぐな性格で、行動的で正義感溢れる少年。しかし一人でピースに立ち向かうなど無鉄砲でもある。過去の記憶がない状態で目覚め、口の中から"シブヤから出ろ レヴ"と書かれたメモが出てきたことで彼の物語は始まる。「ショータ」としての彼はパルハンズに所属しており、立場では下っ端。本来は《シブヤ》で死亡した者はリセットとリストアによって皆から忘れ去れるものだが、彼は死んだ人物のことを覚えており、通常《シブヤ》の少年少女は《シブヤ》に疑問を抱くことはないが、《シブヤ》のルールに疑問を抱くなど、《シブヤ》の中では特殊な存在。エマに次いで戦闘能力が高い。また、アサギに恋心を抱いている。ひとつ前の人格は「レヴ」で、レヴとしての彼はエマと恋人同士だったが、ピースによって殺されたことでリストアされ今に至る。現実世界のツヨシは、小学校高学年から不登校気味となり、遂には引きこもりとなる（性格上問題があった模様）。それらが重なり、15歳の誕生日に両親の依頼でケンゴなどによって矯正施設《シブヤ》に収容される。
- 少年ツヨシを女性である悠城早矢が演じているのも、この作品の特徴である。オーディションには男性も参加していたが、監督の田﨑は悠城の雰囲気やセリフの言い回しが一番男っぽくてツヨシのイメージにあっていたと述べている。

エマ（演：新垣結衣）
《シブヤ》内で唯一マージ（この世界における変身）能力を持ち、ピースを倒すことのできるキーパーソンの少女。本名：不明
「レヴ」としてのツヨシと恋人関係を持っていた女性。《シブヤ》内では、マージ能力でピースを倒すなどかなり特殊な存在。《シブヤ》にやってきた当初はネイルアートでお金を稼ぐ毎日を送っていたが、アサギの前の人格の少女と出会い、初めての友達を得るがピースに殺され、戻ってきた少女に自分の記憶がないことにショックを受ける。以後、仲間を作ることをやめ、人との関わりをもたないようになった。このことで、ピースを忌み嫌っており、行く先々で出現したピースを殺している。また、ツヨシへのレヴとしての幻想や愛情から、ピースの騒動に巻き込まれピンチに陥ったツヨシを度々助けている。ケンゴのタトゥーショップでネイルアートの仕事をしているが、リストア大会後はパルハンズのボスとして君臨しており、リュウゴなどを従えていた。完全に記憶を失った状態だったが、ツヨシとの絆を取り戻す。最終的にその力で多くの少年少女を本来の姿に戻すことになる。実はその正体は《シブヤ》システム開発のきっかけを作ったある凶悪事件を起こした少女で、オオトモ教授の《シブヤ》システム作成過程のミスで特別室にて植物状態となっている。そのため、《シブヤ》内でしか生きられない存在となっている。
アサギ / ミウ（演：芳賀優里亜）
ラブゲンのボス。本名：アキシマヒトミ
男勝りな性格で、活発的。口癖は「うざいんだよ」。ブンカムと争っているところでツヨシと出会う。ツヨシと共に行動することが多く、後にツヨシに恋心を抱くようになる。ある出来事で、ピースにロックオンされるが死亡せずに"ヨジレ"となり、ラブゲンを離れる。その後、ラブゲンのボスに復帰するも、ハルの持っていた両親の写真が自分の持っている両親の写真とまったく同じ人物であることに《シブヤ》への疑念を抱き、強引に《シブヤ》の外にでようとしたところを、急行《シブヤ》に轢かれそうになる。その瞬間だけ現実世界へと戻るが、すぐに《シブヤ》へと戻されると同時にピースにロックオンされて追われ続けることになってしまい、ツヨシにもう一度会うことを望んでいたが、死亡。後にゴスロリファッションの別人格「ミウ」として蘇る。ミウとしての彼女にはもはやアサギとしての面影は残っておらず、無邪気で残酷、裏表が激しく奇行の目立つ性格になっている。ミウである彼女は当初、リュウゴの恋人だったが、DJがパルハンズを乗っ取った後はあっさりとリュウゴを見捨て、DJの恋人となる。リストア大会後はラブゲンのボスのアサギとなっていた。ツヨシとの記憶も一切失っていたが、エマの力で本来の自分を取り戻す。
リュウゴ（演：山下亨）
パルハンズのボス。本名：ナイトウシゲキ
目的のためなら手段を選ばぬ冷酷な性格の持ち主。草臥れた印象はあるものの、とても頭が切れ、優れた統率力で部下を従えている。口癖は「ダリィ」。ラブゲンのボスであり、常に対立していたアサギ亡き後はリストアによってアサギという存在を忘れ、その蘇りであるミウと恋人関係を持つ。一時期ケンゴと通じていた。強い勢力を誇るパルハンズでしたい放題していたが、DJにグループを乗っ取られ、失脚。DJにパシリのリュウゴと蔑まれたりボコボコにされたりと散々だったが、ツヨシの言葉を受け、ツヨシ・エマの仲間となる。リストア大会後は元のパルハンズのリュウゴとなっていたが、エマの力により本来の自分を取り戻す。
DJ（演：植原卓也）
ブンカムのボス。本名：タケモトカズヒコ
いい加減で調子の良い性格で、座右の銘は「長い物には巻かれろ」。好物はキャンディで、常に口に含んでいる。ストリートパフォーマンスと音楽を愛好しており、いつもグループの仲間と共に音楽を流しては踊っている。口癖は「YO」。駆引きが得意。本人の性格ゆえか、自身のグループであったブンカム消滅後、ツヨシやアサギの仲間になるが、アサギ死亡後は、リュウゴの仲間となり、パルハンズの一員（実際はリュウゴのパシリ）となったりと、次々と乗換えを続けていた。最終的にはパルハンズを乗っ取り、そのボスに君臨する。リストア大会後はブンカムもメンバーも元に戻っており、元のブンカムのボスのDJとなっていた。その後エマの力によって本来の自分を取り戻す。
ケンゴ（演：弓削智久）
タトゥーショップ「KOYA」のオーナーであり、ギャンググループも一目置く存在。
ツヨシやアサギにとって頼りになる存在で、特にツヨシに対しては《シブヤ》慣れができてない上に居場所もなかったにもかかわらず食事や寝所を提供してくれる（その分の労働を課してはいるが）など、面倒見の良い人物である。しかし、その正体は《シブヤ》の管理者「キル」であり、ツヨシたちの教師。《シブヤ》においてリストア・リストア大会・ピースの管理なども彼が行っている。ギャンググループやピースの存在理由、《シブヤ》の少年少女の謎を握る数少ない人物でもある。パルハンズのボスだったリュウゴと内通し、利用したり、自分の正体に気付いたエマをピースを使って始末しようとしたり、《シブヤ》の仕掛けを知り脱出を図るツヨシをピースや機械の怪物で抹殺しようとするなどの徹底した冷徹ぶりを見せたが、正体が明かされた後もその人柄はあまり変わっておらず、最終的にはツヨシたちと和解、ツヨシたちの脱出計画に協力する。なお、彼は《シブヤ》の管理者をしてるに過ぎないようで、上の人間から詳しいことを知らされているわけではない。
オオトモ（演：唐橋充）
ツヨシの行く先々で現れるレゲエのおっさん（ホームレス）。
その薄汚い格好と言動からツヨシにレゲエのおっさんと呼ばれる。その正体はある凶悪事件を起こした少女、すなわちエマの精神鑑定を行ったオオトモ教授であり、《シブヤ》を創り出した人物でもある。物語前半は「レゲエのおっさん」、物語後半は「アコーディオン奏者」の姿で《シブヤ》に現れ、ツヨシに意味深な言葉をかけていた（ケンゴに言わせれば「不法侵入」）。最終的にはツヨシたちの味方をし協力するが、現実世界で何者かに襲われ致命傷を負う。最期は無事現実世界へ戻ったツヨシにエマに関する真実を伝えてゆくが、息を引き取る。このことで《シブヤ》システムの制御法を知る人物がいなくなった。
イガヤ（演：松山鷹志）
《シブヤ》を実質管理運営している理事長で、ケンゴの上司。
性格は冷酷非情で横暴。《シブヤ》の徹底管理のためにケンゴを監視役に回していた、この《シブヤ》の黒幕とも言える人物。怒りを露にするとピースへと姿を変えるが、通常のピースとは違い、一度やられても復活する。容姿が少し異なり、また、桁違いの戦闘能力を誇る。最終的には《シブヤ》を脱出しようとするツヨシたちの前に立ちはだかる。
ピース（演：マーク武蔵）
《シブヤ》内で"壊れた"15歳を殺す処刑人。
普段は人間の姿を取っており、処刑を開始する時に壊れた15歳の付近にいる人間が変身しその姿を現す。黒髪の長髪で、独特な喋り方をする。また、彼のセリフは諺を改変したようなものや理解し難い意味不明なものであるが、イガヤの変身したピースのみ普通の諺を口にする。基本的に人を傷つけ死に至らしめるような行為をする人間をロックオンし、必ず殺害するが、《シブヤ》内で不穏な動きをする人間なども稀にターゲットにすることがある（彼の管理はケンゴが行っているものと思われる）。ロックオンした相手はほぼ永遠に追跡し、剣や槍などで必ず始末する恐ろしい存在だが、壊れた人間を処分してくれる大変ありがたい存在だと認識している者も多い。そのため、エマはこういった者から忌み嫌われている。エマ狩りというイベントもこのためである。

## 設定

### 《シブヤ》システム
凶悪犯の少女エマが起こした凶悪事件をきっかけにオオトモ教授が作成した、問題を抱える15歳の少年少女を矯正するための教育システム。渋谷（渋谷区ではなく、渋谷駅を中心とする街としての渋谷）をモチーフとしたバーチャル世界である。オオトモとイガヤによって管理運営されている。なお、本編中では映画『THE MATRIX』などに見られるような外部装置の類は登場せず、どのような方法で少年少女をバーチャル空間へと送り込んでいるのかは不明である。
ケンゴ曰く、《シブヤ》とは完璧なる教育システムであり、ギャンググループの抗争は一種の運動会であり、互いに傷つけあい争うことで逞しく成長してゆくものだという。リセットやリストアもこれを永続的に繰返させるためのもの。そしてピースとは、壊れた人間を殺害するための処刑人というよりも、むしろ悪いことをする15歳、ルール違反の15歳に対するお仕置き的存在で、本来は少年少女の成長を促すためのものであるらしい。つまり、多くの問題を抱える15歳の明るい未来のための教育システムだということである。

### ピースシステム
"壊れた"15歳をロックオンし殺すシステムであり《シブヤ》の大きな特徴のひとつである。"壊れた"15歳の手の甲には、ロックオンと同時に紋章があらわれ、近くにいる人物がピースへと姿を変え襲ってくる。ロックオンされたら素直に殺されるのが《シブヤ》のルールであり、ロックオンされた者は「いってきます」と言い、周りの者は「いってらっしゃい」と声をかける。ロックオンされたにもかかわらず生き残った者は"ヨジレ"と呼ばれる。また、ピースを殺すと、ピースは元の人間の姿に戻り何事もなかったかのように行動をする。

#### ロックオンされた人物
- チコ (Face.01) - 死亡
- アサギ (Face.02-04) - ロックオンされるが、エマがピースを倒したため生き残る→ヨジレ
- ナミ (Face.05) - 死亡
- アサギ (Face.06) - 二度目のロックオン→死亡
- ツヨシ (Face.07-08) - リュウゴの作戦で、DJにロックオンされた人間の皮膚から作られた携帯ストラップを渡されるが、携帯ストラップを燃やしピース消滅
- ミキオ (Face.08) - 死亡
- エマ (Face.08) - 生き残りヨジレとなる
- ツヨシ (Face.10) - 生き残りヨジレとなる→ホールと共にエマに爆破され、殺される（ツヨシはエマを助けるため、そうするように説得した）
- ミキオ (Face.11) - 死亡（リストア大会後）
- エマ

### ギャンググループ
《シブヤ》には以下の3つのギャンググループが存在する

#### LOVEGEN - ラブゲン -
- エリア：道玄坂（チーム名の由来は、道玄坂にラブホテルが多いことから、LOVEHOTEL街の道GEN坂、ラブゲン）
- メンバー
  - アサギ - ラブゲンのボス。ピースにロックオンされ生き延びたため、ヨジレになりラブゲンから離れる。その後、ラブゲンのボスに復帰するもある出来事で自殺をはかり、ピースにロックオンされ死亡。その後、ゴスロリ趣味の別人格「ミウ」として蘇り、パルハンズのメンバーとなる。
  - ナミ - ラブゲンのメンバーで、アサギ失脚後のラブゲンのボス。ヨジレのアサギを嘲笑っていた。ブンカムのメンバーを次々と殺害し、DJまで殺害しようとするも、ピースにロックオンされ、殺されてしまう。
  - チコ － ラブゲンのメンバー。パルハンズに拉致される。表の顔は普通の少女だが、裏ではリストカットを趣味としている少女。狂気染みており、ツヨシに襲い掛かったため、ピースに殺害される。作中初めてピースに殺害された人物。
  - ハル - ラブゲンのメンバー。アサギをグループに戻るよう説得した少女。彼女の両親の写真の人物と、アサギの両親の写真の人物は同一人物だった。アサギ死亡後、アサギという存在を忘れ去っていた。

#### BUNKAMU - ブンカム -
- エリア：文化村通り（チーム名の由来は、そのままブンカム（ラ））
- メンバー
  - DJ - ブンカムのボス。メンバーのBMをナミに殺害されたため、ブンカムは崩壊する。その後、アサギ側につくが、アサギ死亡後はパルハンズの一員となり、やがてパルハンズのボスとなる。
  - BM - ブンカムのメンバー。ナミに殺され、パルハンズのパシリのショータとしてリセットされる。

#### PALHANDS - パルハンズ -
- エリア：公園通り（チーム名の由来は、公園通りにあるパルコと東急ハンズ＝パルハン）
- メンバー
  - リュウゴ - パルハンズのボス。目的のためなら手段を選ばぬやり方と、強大な組織力でしたい放題していたが、DJに乗っ取られ、ツヨシ・エマの側につく。リストア大会後はエマの部下となっている。
  - ミキオ -パルハンズのメンバー。当初のリュウゴの片腕的存在だが、実力があるというわけではなく、ピースに二度も殺害されている。
  - DJ - パルハンズの新しいボス。ナミにメンバーを殺されグループが崩壊した後、一時期アサギの味方をしていたが、アサギがピースに殺された後はパルハンズの一員となり、やがてボスとなる。リストア大会後はブンカムのDJに戻っている。
  - エマ - リストア大会後の《シブヤ》では、パルハンズのボス。パルハンズのメンバーやリュウゴを従えていた。
  - ショータ（演：中村康平） - パルハンズのパシリ。元々はブンカムのBM
  - ショータ（演：小浜良太） - パルハンズのパシリ。元々はブンカムのBM
  - ツヨシ - パルハンズの一番下っ端、パシリのショータとして目覚めるが自分がツヨシであることを思い出す。
  - （ミウ） - パルハンズのメンバー。ゴスロリ趣味の少女。元々はラブゲンのボスのアサギ。当初はリュウゴの女だったが、パルハンズがDJに乗っ取られた後は、DJの女となる。

### 用語
壊れる
他人を死においやるほど傷つけるなど犯罪性の高い行動、反社会的な行動をとる者。壊れた者はロックオンされるが、万引きやカツアゲ程度ではロックオンされない。
リセット
《シブヤ》でピースに殺され死んだ者が別の人物となって生き返ること。
リストア
記憶の書き換え。
リストア大会
大規模な記憶の書き換えで《シブヤ》内の15歳全員の記憶を書き換える。
ヨジレ
ピースにロックオンされながらも殺されなかった者。《シブヤ》のルールでは素直に殺されるべきであるため、ヨジレは軽蔑の対象となることが多い。
マージ
エマだけがもつ特殊能力。変形自在のオブジェクト「エスコート」を身体に装備し、戦闘に適した姿（マージスーツ）へと変身＜マージ＞する。ソードやバズーカなどのエフェクトによる攻撃が可能となる。現実世界で植物状態のエマが特別室でこのスーツを着用しながら眠っていたことから、一種の生命維持装置のようなものであると考えられるが、詳細は不明である。
ホール
ピースを超えた異形の存在。ロボットのような容貌であり、胸部のモニターはギャル文字の文章が表示されるほか、キルのメッセージを伝える機能を持つ。エマを圧倒する戦闘力を持つ。Face.06とFace.07では単独で、Face.10では複数の個体が登場した。
- 「ホール」の名称は、「ピース」と同様にケーキの全体と一部に由来し、ピースと同系列の存在であることを示している。

死体回収車
ピースにロックオンされ死亡した人間を回収にくる自動車。見た目はごみ収集車。

## スタッフ
- 総監督：田﨑竜太
- 監督：田﨑竜太、鈴村展弘
- アクション監督：横山誠
- VFX：小林真吾（スタジオ・ガラパゴス）
- 脚本：米村正二
- 音楽：蓜島邦明
- 撮影：倉田幸治
- 衣装プロデュース：遠藤憲昭（デビロック）
- デザインワーク：篠原保
- 助監督：加藤弘之、大峯靖弘ほか
- プロデュース：加藤和夫（東映ビデオ）、松田佐栄子（テレビ朝日）、矢田晃一（東映エージエンシー）、白倉伸一郎、武部直美（東映）
- 「Sh15uya」サポーターズ：角川書店、コロムビアミュージックエンタテインメント、東映ビデオ、天田印刷加工、フロンティアワークス、デビロック、メディコム・トイ
- 制作協力：東映エージエンシー
- 制作：テレビ朝日、東映、東映ビデオ

## 主題歌
- OP：「over」（作曲：蓜島邦明）
- ED：「せカゝι)σおわ└)（せかいのおわり）」（歌：小枝 / 作詞・作曲：日向めぐみ / 編曲：関淳二郎）

## ゲスト出演者
男性は仮面ライダーシリーズ経験者、女性は東映特撮出演経験者またはその時に売り出し中のモデル。全体的に田﨑監督への友情出演的要素が高い。DVDには映像特典としてこれらのゲスト出演部分のメイキングやクランクアップ映像が収録されている。なお、以下の役名に（ピース）とあるのはピースとなった者である。#ピースシステムを参照。
- チコ：近野成美 - 『特捜戦隊デカレンジャー』出演者
- 宣教師風（ピース）：須賀貴匡 - 『仮面ライダー龍騎』出演者
- 銀行員風の男（ピース）:天野浩成 - 『仮面ライダー剣』出演者
- ナミ：岩井七世
- ファーストフード店長（ピース）：杉山彩乃 - 『仮面ライダー龍騎』出演者
- アルバイトの少女：小島愛
- ハル：阿井莉沙
- 宅配便の男（ピース）：高槻純 - 『仮面ライダー龍騎』出演者
- サンドイッチマン風（ピース）：遠藤嘉人 - 『美少女戦士セーラームーン 実写版』出演者
- イガヤ（ピース）：松山鷹志 - 『仮面ライダークウガ』出演者（本作品『Sh15uya』のナレーターも）
- 美容師風（ピース）：山崎潤 - 『仮面ライダーアギト』・『仮面ライダー555』出演者

## サブタイトル
参照『宇宙船 YEAR BOOK 2006』
| 放送日  | 放送回  | サブタイトル     | 監督     |
| ------- | ------- | ---------------- | -------- |
| 1月10日 | Face.01 | フィフティーンズ | 田﨑竜太 |
| 1月17日 | Face.02 | ボーダーライン   | 田﨑竜太 |
| 1月24日 | Face.03 | ランナウェイ     | 鈴村展弘 |
| 1月31日 | Face.04 | ハンティング     | 鈴村展弘 |
| 2月7日  | Face.05 | デストラップ     | 田﨑竜太 |
| 2月14日 | Face.06 | ダイブアウト     | 田﨑竜太 |
| 2月21日 | Face.07 | リセット         | 田﨑竜太 |
| 2月28日 | Face.08 | デッドエンド     | 鈴村展弘 |
| 3月7日  | Face.09 | レヴ             | 鈴村展弘 |
| 3月14日 | Face.10 | ピースメーカー   | 田﨑竜太 |
| 3月21日 | Face.11 | セカイノオワリ   | 田﨑竜太 |
| 3月28日 | Face.12 | リアル           | 田﨑竜太 |

## 商品

### CD
- 「Sh15uya」コロムビアミュージックエンタテインメント COCX-33078
- 「Sh15uya -SHIBUYA FIFTEEN ORIGINAL SOUND TRACK-」コロムビアミュージックエンタテインメント COCZ-1017

### DVD
1. Sh15uya VOL.1 東映ビデオ
  - コレクターズパック DSTD06720
  - 通常盤 DSTD06697
2. Sh15uya VOL.2
3. Sh15uya VOL.3
4. Sh15uya VOL.4
5. Sh15uya コンプリートDVD DSTD02773 ※スピンオフラジオドラマなどの特典を新たに追加し2008年に発売。DVD-BOX。

- 『Newtype THE LIVE特撮ニュータイプ』2005年5月号付録 Sh15uya Special Edition DVD

### 書籍
- Sh15uya VISUAL & DATA BOOK 角川書店

### その他
- トレーディングカードNo.0-9

## 漫画版
雑誌「特撮エース」No.007号からNo.010号まで連載されていた矢吹豪の漫画作品。東映監修。同名のドラマ作品の漫画化作品であるが、単なる漫画化というわけではなくストーリー展開は大幅に変更されている。また、「特撮エース」No.010号にはこれとは別に新間大悟による漫画『Sh15uya 渋谷十五』も掲載されている。こちらも同様に東映監修。
登場人物もドラマ版のものと比べて少なく、ほぼ、ツヨシ、エマ、ケンゴの3人のみでストーリーが展開される。また、ドラマ版では多く描かれていたギャンググループ同士の抗争はあまり描かれておらず、"ラブゲン"、"ブンカム"、"パルハンズ"といった名称は登場せず、アサギが少しストーリーに絡んでくるのみでリュウゴ、DJの名前は登場しない。